# Vebego
Vebego is een Nederlandse internationaal opererende familieonderneming op het gebied van facilitaire dienstverlening en zorg. Het hoofdkantoor is gevestigd in de Limburgse plaats Voerendaal. Het conglomeraat bestaat uit meer dan honderdvijftig bedrijven en joint ventures in Nederland, Zwitserland, Duitsland en België. Anno 2022 staan er ruim 40.000 werknemers op de loonlijst.

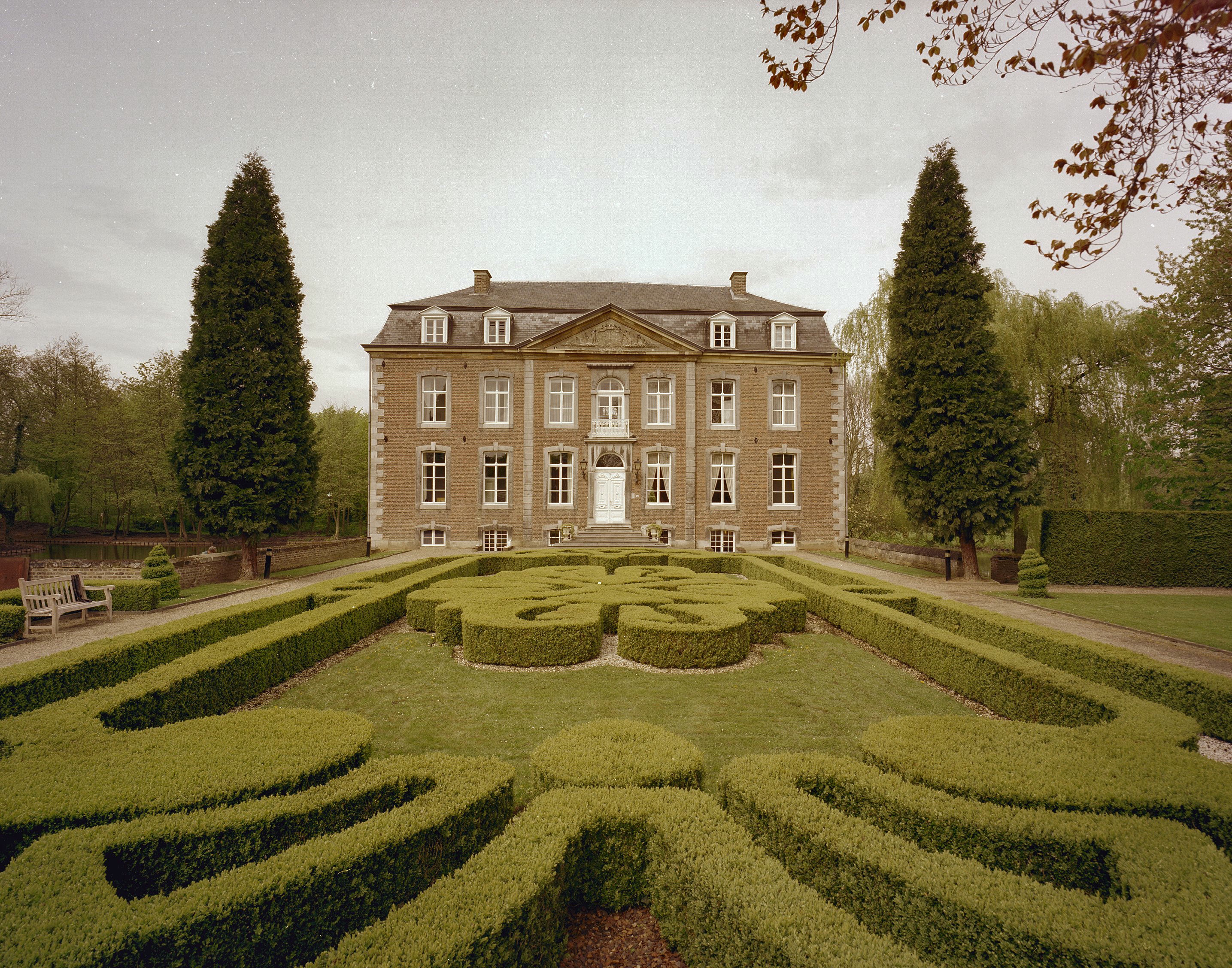
Kasteel Cortenbach te Voerendaal, hoofdkantoor van Vebego

## Geschiedenis

### 1943 - 1949
Om tewerkstelling in Duitsland te ontlopen, richtte Tonny Goedmakers op 1 februari 1943 een glazenwassersbedrijf op in Heerlen. Ondernemers werden niet naar Duitsland gestuurd en zo kwam het dat Goedmakers direct op zijn achttiende verjaardag zijn bedrijf oprichtte. Hij gaf het de naam Hago, vernoemd naar zijn vader Harrie Goedmakers. Al snel haalde Hago zijn eerste grote klanten binnen: de toenmalige Staatsmijnen, het tegenwoordige DSM. Kort daarna volgden de Limburgsche Tramweg-Maatschappij en Philips.

### 1950 - 1999
In 1958 vond de eerste uitbreiding plaats met de ontwikkeling van eigen schoonmaakproducten en -systemen. In eerste instantie werden de producten en systemen alleen aangewend voor eigen gebruik, maar niet veel later verkocht Hago deze ook aan externe partijen. Hiertoe werd een nieuw bedrijf opgericht onder de naam Alpheios.
In 1966 volgde verdere uitbreiding, richting de zorg. De eerste klant werd het Diakonessenziekenhuis.
Zoon Ton Goedmakers trad in 1976 toe tot de organisatie. De omzet was op dat moment 35 miljoen gulden. Hij zorgde voor verbreding en luidde een periode van grote groei in, zowel nationaal als internationaal: samen met zijn vader richtte Ton in 1978 een holding op: Vebego International.
Naast het agentschap van het Zwitserse merk Wetrok voor de verkoop van machines, gereedschappen en poetsmiddelen werd het bedrijf, door een overname in 1978, zelf actief in Zwitserland. Kort daarna vestigde het bedrijf zich, na opnieuw een aantal overnames, ook in België.
Nadat in 1980 de leiding in handen kwam van zoon Ton, en zijn vader terugtrad en commissaris werd bij het bedrijf, brak een periode van sterke nationale en internationale uitbreiding aan. Zo werd een uitzendtak, Tènce! ( na overname van de Stoffels Groep uit Terneuzen) opgericht om in de personeelsbehoefte te voorzien, werd er een fabriek (Dicom) gebouwd voor het samenstellen van poetsmiddelen, vloeistoffen en zeep, en werd samen met 18 wasserijen en een linnenfabrikant het bedrijf Rentex opgericht dat zich toelegde op het leasen en reinigen van linnengoed en bedrijfskleding.
Partnerships gaven het bedrijf toegang tot de markten van Spanje, Frankrijk, Italië en het Verenigd Koninkrijk. In 1985 startte het bedrijf met de restauratie van kasteel Cortenbach in Voerendaal, dat vanaf 1988 als hoofdkantoor zou dienen. De tweede zoon van oprichter Goedmakers, Ronald Goedmakers, werd vanaf 1995 ook actief binnen het bedrijf.
Hevige concurrentie, verschillen in nationale wetgeving en de benodigde samenwerkingen zorgden in begin van de jaren 90 voor het inzicht om zich bedrijfsmatig te beperken tot Nederland, Zwitserland, Duitsland en België.

### 2000 - 2022
Begin jaren 2000 startte het bedrijf vanuit de filosofie van oprichter Goedmakers een samenwerkingsverband met sociale werkplaatsen in meer dan zestig gemeenten, later gevolgd door oprichting van het SW-bedrijf. Inmiddels bestaat meer dan 10% van het personeelsbestand van Vebego uit mensen met een afstand tot de arbeidsmarkt. In 2021 kwamen een aantal veranderingen. De zoon van Ton sr. nam de positie van CEO over van zijn oom Ronald en het bedrijf besloot om de bedrijfsstructuur te reorganiseren en te transformeren naar 11 grote bedrijven in vier landen in 2025. De eerste stap hierin was de overname van het Duitse bedrijf Hectas

## Bedrijfsactiviteiten

### Facilitaire dienstverlening
- Reiniging, glasbewassing en gevelonderhoud.
- Infectiepreventie.
- Advisering onderhoud en circulaire oplossingen.

### Gezondheidszorg
- Levering personeels- en zorgdiensten voor instellingen, ziekenhuizen en bij mensen thuis.
- Advisering kwaliteitsverbetering en efficiency in de zorg.
- Reinigingsdiensten voor kritieke locaties, zoals operatiekamers, cleanrooms en cytostaticaruimten.

### Vebego Foundation
In 2005 werd de Vebego Foundation opgericht dat zich ging richten op een betere toekomst voor kansarme kinderen en jongeren. De foundation doet dat door middel van bouwreizen, subsidies en vrijwilligerswerk, en door samen te werken met partners als Samenvoorallekinderen en Jarige Job. Het is een onafhankelijke stichting, die gefinancierd wordt uit een deel van de winst van Vebego Group.